# Леркари, Никколо Мария
Никколо Мария Леркари (итал. Nicolò Maria Lercari; 9 ноября 1675, Таджа, Генуэзская республика — 21 марта 1757, Рим, Папская область) — итальянский куриальный кардинал. Титулярный архиепископ Назианза с 12 июня 1724 по 9 декабря 1726. Государственный секретарь Святого Престола с 14 июня 1726 по 21 февраля 1730. Камерленго Священной Коллегии кардиналов с 29 января 1734 по 17 января 1735. Папский вице-легат в Авиньоне с 27 июля 1739 по 8 июня 1744. Кардинал-священник с 9 декабря 1726, с титулом церкви Санти-Джованни-э-Паоло с 16 декабря 1726 по 11 марта 1743. Кардинал-священник с титулом церкви Сан-Пьетро-ин-Винколи с 11 марта 1743 по 21 марта 1757.